# فاوستو بوكانيغرا
فاوستو بوكانيغرا (بالإنجليزية: Fausto Bocanegra)‏ هو أحيائي أمريكي، ولد في 1926 في كولومبيا.